# Muiz ud din Bahram
 (mai 2025).
La mise en forme du texte ne suit pas les recommandations de Wikipédia : il faut le « wikifier ».
Les points d'amélioration suivants sont les cas les plus fréquents :
- Les titres sont pré-formatés par le logiciel. Ils ne sont ni en capitales, ni en gras.
- Le texte ne doit pas être écrit en capitales (les noms de famille non plus), ni en gras, ni en italique, ni en « petit »…
- Le gras n'est utilisé que pour surligner le titre de l'article dans l'introduction, une seule fois.
- L'italique est rarement utilisé : mots en langue étrangère, titres d'œuvres, noms de bateaux, etc.
- Les citations ne sont pas en italique mais en corps de texte normal. Elles sont entourées par des guillemets français : « et ».
- Les listes à puces sont à éviter, des paragraphes rédigés étant largement préférés. Les tableaux sont à réserver à la présentation de données structurées (résultats, etc.).
- Les appels de note de bas de page (petits chiffres en exposant, introduits par l'outil «  Source ») sont à placer entre la fin de phrase et le point final[comme ça].
- Les liens internes (vers d'autres articles de Wikipédia) sont à choisir avec parcimonie. Créez des liens vers des articles approfondissant le sujet. Les termes génériques sans rapport avec le sujet sont à éviter, ainsi que les répétitions de liens vers un même terme.
- Les liens externes sont à placer uniquement dans une section « Liens externes », à la fin de l'article. Ces liens sont à choisir avec parcimonie suivant les règles définies. Si un lien sert de source à l'article, son insertion dans le texte est à faire par les notes de bas de page.
- La présentation des références doit suivre les conventions bibliographiques. Il est recommandé d'utiliser les modèles {{Ouvrage}}, {{Chapitre}}, {{Article}}, {{Lien web}} et/ou {{Bibliographie}}. Le mode d'édition visuel peut mettre en forme automatiquement les références.
- Insérer une infobox (cadre d'informations à droite) n'est pas obligatoire pour parachever la mise en page.

Pour une aide détaillée, merci de consulter Aide:Wikification.
Si vous pensez que ces points ont été résolus, vous pouvez retirer ce bandeau et améliorer la mise en forme d'un autre article.
Muiz ud-Dîn Bahram est le sixième sultan de la dynastie des esclaves régnant à Delhi

## Biographie
Fils de Shams ud-Din Iltutmish (1211-1236) et demi-frère de Razia Sultan (1236-1240), il devint sultan avec le soutien de quarante chefs. Malgré cela, durant les deux années de règne de Muiz ud-Din Bahram, les chefs qui l'avaient initialement soutenu provoquèrent des troubles incessants. Au terme de cette agitation, il fut assassiné par sa propre armée en 1242 (mort le 15 mai 1242). Il fut remplacé par son neveu Ala ud din Masud, fils de son demi-frère Rukn ud din Firuz.
Ögedei Khan, khan suprême de l'Empire mongol, nomma Dayir commandant de Ghazni et Menggetu commandant de Kunduz. À l'hiver 1241, les Mongols envahirent la vallée de l'Indus et assiégèrent Lahore. Dayir mourut en prenant d'assaut la ville le 30 décembre 1241, et les Mongols massacrèrent les habitants de la ville avant de se retirer du sultanat de Delhi.[2] Le sultan, trop faible pour les affronter, assiégea le chef mongol dans le Fort Blanc de Delhi et le mit à mort.
Jital de type taureau et cavalier de Bahram Shah
Après la mort de Razia Sultan (1240), les quarante chefs décidèrent de placer sur le trône le troisième fils d'Iltutmish, Bahram Shah. Il fut intronisé le 21 avril 1240 à Lal Mahal, mais après un certain temps, les quarante chefs décidèrent de s'emparer de tout le pouvoir de Bahram Shah. À cette époque, le ministre était Muhajbuddin, ce qui explique la succession de trois souverains de cette dynastie. Muiz ud din Bahram fit construire une mosquée à Delhi sous son règne.

## Sources
- (en) Sailendra Sen, A Textbook of Medieval Indian History, Ratna Sagar P. Limited, 15 mars 2013 (ISBN 978-93-80607-34-4), p. 74-46
- Islamic Culture Board-Islamic culture, p.256